# Pavel Horák
Pour les articles homonymes, voir Horák.
Pavel Horák, né le 28 novembre 1982 à Přerov en Tchécoslovaquie, est un joueur de handball tchèque. Internationale tchèque, il évolue au club allemand du THW Kiel depuis 2019 où il s'est spécialisé dans un rôle de défenseur.

## Palmarès
compétitions internationales
- vainqueur de la Coupe du monde des clubs (1) : 2015
- vainqueur de la coupe de l'EHF (3) : 2011, 2012 et 2015
- Vainqueur de la Ligue des champions (1) :  2020

compétitions nationales
- vainqueur du Championnat de République tchèque (5) : 2001, 2002, 2003, 2004, 2005 et 2006
- vainqueur de la Coupe de République tchèque (2) : 2001, 2002
- vainqueur de la Coupe d'Allemagne (1) : 2014
- vainqueur du Championnat d'Allemagne (1) : 2016
- vainqueur du Championnat de Biélorussie (2) : 2018, 2019
- vainqueur de la Coupe de Biélorussie (1) : 2018